# Spudwiły
Spudwiły (biał. Спудзвілы) – część wsi Wojciechowszczyzna na Białorusi, w obwodzie grodzieńskim, w rejonie brzostowickim, w sielsowiecie Brzostowica Mała. 
W dwudziestoleciu międzywojennym wieś leżała w Polsce, w województwie białostockim, w powiecie grodzieńskim, w gminie Brzostowica Mała.
Według Powszechnego Spisu Ludności z 1921 roku zamieszkiwało tu 275 osób, 71 były wyznania rzymskokatolickiego, 190 prawosławnego a 14 mojżeszowego. Jednocześnie 203 mieszkańców zadeklarowało polską przynależność narodową, 67 białoruską a 5 żydowską. Było tu 27 budynków mieszkalnych.